# Dieter Hoenes
Dieter Hoenes (* 8. Mai 1912 in Frankfurt am Main; † 10. August 1955 in Egersund/Norwegen) war ein deutscher Mineraloge und Geologe.

## Ausbildung
Nach dem Studium der Mineralogie und Geologie an den Universitäten Bonn und Freiburg promovierte Hoenes 1937 in Freiburg über Gesteine und Erzlagerstätten im Schwarzwälder Grundgebirge. Von 1936 bis 1938 war er Assistent am Mineralogischen Institut in Freiburg. Von 1938 bis 1939 forschte er in Heidelberg und Berlin mit Mitteln der Deutschen Forschungsgemeinschaft. Ab 1940 war er Wehrgeologe, 1943 begann er in Berlin mit seiner Habilitation.

## Beruf
Von 1945 bis 1947 folgten Forschungsarbeiten im Südschwarzwald, hier prägte Hoenes den Begriff der Südschwarzwälder Hauptbewegungszone. 1948 erfolgte die Umhabilitation von Berlin nach Freiburg. Ab 1948 bis 1950 war er Dozent am Mineralogischen Institut Freiburg. 1950 wurde er als Professor für Geologie und Mineralogie an die Technische Hochschule Karlsruhe berufen. Er unternahm zahlreiche Exkursionen. Seine letzte führte ihn 1955 nach Südnorwegen, wo er in Egersund verstarb.